# 陈永倞
陈永倞（1914年10月1日—？），男，湖南长沙人，中国舞台美术家，中国戏剧家协会理事，中国舞台美术学会原副会长、名誉会长。